# Rapatea chimantensis
Rapatea chimantensis är en gräsväxtart som beskrevs av Julian Alfred Steyermark. Rapatea chimantensis ingår i släktet Rapatea och familjen Rapateaceae. Inga underarter finns listade i Catalogue of Life.